# 大向一輝
大向 一輝（おおむかい いっき、1977年 - ）は、日本の情報学者（セマンティックWeb、情報・知識共有、コミュニティ支援）。学位は博士（情報学）。ハンドルネームはi2k。東京大学大学院人文社会系研究科准教授、株式会社グルコース取締役。
国立情報学研究所コンテンツ科学研究系准教授、総合研究大学院大学准教授などを歴任した。

## 概要
京都府京都市出身の情報学者である。国立情報学研究所准教授であり、グルコースの取締役を兼務する。セマンティック・ウェブや参加型ウェブサービスに関する研究に従事し、国立情報学研究所の日本語論文データベース「CiNii」も担当する。なお、ハンドルネームとして「i2k」を名乗ることもある。

## 来歴

### 生い立ち
1977年に生まれ、京都府京都市にて育った。1996年、同志社大学に入学し、工学部の知識工学科にて学んだ。2000年に同志社大学を卒業すると、同大学の大学院に進み、工学研究科の知識工学専攻に在籍した。2002年に同志社大学の大学院を修了すると、総合研究大学院大学の大学院に移り、複合科学研究科の情報学専攻にて学んだ。2005年、総合研究大学院大学を修了した。総合研究大学院情報学博士。博士論文は「パーソナルネットワークに基づく情報流通支援」

### 情報学者として
大学院を修了した2005年、国立情報学研究所に採用され、助教として勤務した。2009年には国立情報学研究所の准教授に昇任するとともに、専門員を兼務することになった。また、2006年から2010年まで、母校である総合研究大学院大学にて、助教に併任されていた。2010年からは、総合研究大学院大学の准教授に併任されている。総合研究大学院大学では、「知的ウェブシステム」などを講じた。なお、2008年には、グルコースの取締役に就任している。

## 研究・業績
博士は情報学であるが、工学分野を研究している。具体的な研究領域としては、セマンティック・ウェブやナレッジの共有などに取り組んでいる。自身の研究に対して、大向は「『パーソナルネットワーク』を使って、情報のやり取りの無限の可能性を引き出していきたい」と抱負を語るとともに、「さまざまな形のコミュニケーションを支援するツールを開発していきたい」と述べている。
国立情報学研究所では、論文情報データベース「CiNii」の開発、運営に携わっている。また、研究の一環としてRSSのフィードリーダー「glucose」を開発し、一般に公開している。glucoseはダウンロード回数が70万回に達するなど、多くのユーザに利用されている。

## 略歴
- 2000年3月 - 同志社大学工学部卒業。
- 2002年3月 - 同志社大学大学院工学研究科修了。
- 2005年3月 - 総合研究大学院大学大学院複合科学研究科修了。
- 2005年4月 - 国立情報学研究所助教。
- 2006年4月 - 総合研究大学院大学助教。
- 2008年2月 - グルコース取締役。
- 2009年11月 - 国立情報学研究所准教授。
- 2009年11月 - 国立情報学研究所専門員。
- 2010年4月 - 総合研究大学院大学准教授。
- 2019年9月 - 東京大学大学院人文社会研究系准教授。

## 賞歴
- 2004年 - 情報処理推進機構未踏ソフトウェア創造事業スーパークリエータ

## 著作

### 単著
- 大向一輝著『ウェブがわかる本』岩波書店、2007年。ISBN 9784005005628

### 共著
- 宮川達彦・伊藤直也著『Blog Hacks――プロが教えるテクニック&ツール100』オライリー・ジャパン、2004年。ISBN 9784873111742
- 大向一輝、池谷瑠絵『ウェブらしさを考える本: つながり社会のゆくえ』丸善出版、2012年3月。ISBN 9784621053812。OCLC 816919053。